# Joe Bell (film)
Cet article concerne le film. Pour le footballeur international néo-zélandais, voir Joe Bell.
Pour plus de détails, voir Fiche technique et Distribution.
Joe Bell ou La route du destin au Québec (Good Joe Bell) est un film dramatique américain réalisé par Reinaldo Marcus Green, sorti en 2020.
Il s'agit d'un fait réel sur Joe Bell ayant commencé à traverser les États-Unis pour sensibiliser au harcèlement homophobe après le suicide de son fils Jadin.
Il est sélectionné et présenté le 14 septembre 2020 en avant-première mondiale au festival international du film de Toronto.

## Synopsis
En avril 2013, Joe Bell, père de deux enfants, traverse les longues routes des États-Unis, avec son chariot de transport, pour rendre hommage à son fils aîné Jaiden, victime d'intimidation à l’école pour son homosexualité, dont il est dévasté par la lourde responsabilité qui l'a poussé au suicide.

## Fiche technique
Sauf indication contraire, les informations mentionnées dans cette section peuvent être confirmées par la base de données cinématographiques IMDb,  présente dans la section « Liens externes ».
- Titre original : Good Joe Bell
- Titre français : Joe Bell
- Titre québécois : La route du destin[1]
- Réalisation : Reinaldo Marcus Green
- Scénario : Diana Ossana et Larry McMurtry
- Musique : Antonio Pinto
- Direction artistique : Roger Crandall
- Décors : Kelly McGehee
- Costumes : Susan Matheson
- Photographie : Jacques Jouffret
- Son : Edward Tise[4]
- Montage : Justin Chan, Colby Parker Jr. et Mark Sanger
- Production : Daniela Taplin Lundberg, Riva Marker, Eva Maria Daniels, Cary Joji Fukunaga, Ryan Ahrens, Mark Wahlberg et Stephen Levinson[4]
- Production déléguée : Jill Ahrens, Ben Renzo, Derrick Brooks, Paris Kassidokostas-Latsis, Terry Dougas, Jean-Luc De Fanti, Jake Gyllenhaal, Diana Ossana, Larry McMurtry, Peter Pastorelli et Uwe R. Feuersenger[4]
- Sociétés de production : Argent Pictures, Closest to the Hole, Endeavor Content, Hercules Films Ltd., Leverage Entertainment, Nine Stories Productions, Parliament of Owls, Rhea Films, Stay Gold Features, Solstice Studios et Vision Chaos
- Société de distribution : Solstice Studios[5]
- Pays de production :  États-Unis
- Langue originale : anglais
- Format : couleur
- Genres : drame ; biographie
- Durée : 94 minutes
- Dates de sortie :
  - Canada : 14 septembre 2020 (avant-première mondiale au festival international du film de Toronto)
  - États-Unis : 23 juillet 2021
  - Québec : 7 décembre 2021 (DVD)[1]
  - France : 9 janvier 2022 (VOD)

## Distribution
- Mark Wahlberg (VQ : Patrice Dubois) : Joe Bell
- Reid Miller (VQ : Charles Sirard Blouin) : Jadin Bell
- Connie Britton (VQ : Valérie Gagné) : Lola Bell
- Morgan Lily (VQ : Marine Guérin) : Marcie
- Maxwell Jenkins (VQ : Jacob Lemieux) : Joseph Bell
- Gary Sinise (VQ : Patrick Chouinard) : le shérif Westin
- Tara Buck : Mary Ivy
- Charles Halford
- Ash Santos : Kim
- Scout Smith (VQ : Marguerite D'Amour) : Colleen
- Brandon Ray Olive : Charles Green
- Austin R. Grant : Blake
- Diane D. Griffith : la patronne du rodéo
- Juan Antonio : Roy Holmes
- Cassie Beck : Mme Swift
- Igby Rigney (VQ : Nicolas Poulin) : Chance
- Blaine Maye (VQ : Alexandre Bacon) : Boyd Banks

## Production

### Développement
En avril 2015, on annonce que Cary Joji Fukunaga serait le réalisateur du film, à partir du scénario signé Larry McMurtry et Diana Ossana. Cary Joji Fukunaga produirait le film, ainsi que Daniela Taplin Lundberg, Riva Marker et Eva Maria Daniels seraient producteurs, de leurs productions VisionChaos Productions et Parliament of Owls banners. A24 Films produirait et distribuerait le film.
En avril 2019, Reinaldo Marcus Green réaliserait le film, remplaçant Cary Jodi Fukunaga qui reste producteur avec Mark Wahlberg, Jake Gyllenhaal et Stephen Levinson, et A24 Films ne serait plus producteur et distributeur du film,,.

### Attribution des rôles
En avril 2019, Mark Wahlberg, Reid Miller, Connie Britton, Maxwell Jenkins  et Gary Sinise sont engagés à interpréter chacun un rôle.

### Tournage
Le tournage a lieu en Utah, entre 15 avril et 24 mai 2019.

### Musique
La musique du film est composée par Antonio Pinto, dont la bande originale est sortie le 17 septembre 2021 par Endeavor Content :
Liste de pistes
1. Desert Gold (2:57)
2. My Son Is Gone (2:33)
3. High Road Daniel Tashian (3:21)
4. In The Shower (2:15)
5. Suicide (5:04)
6. Surrender Andy Lemaster (3:24)
7. Gun Talk (3:01)
8. The Fence (2:33)
9. Fault Line Daniel Tashian (3:11)
10. Ready Andy Lemaster (3:05)
11. Redemption (4:01)
12. Heaven (6:11)

## Accueil

### Festival et sortie
Il est sélectionné dans le section « Gala Representations » et présenté le 14 septembre 2020 en avant-première mondiale au festival international du film de Toronto,.
Solstice Studios acquit les droits de distribution du film pour 20 millions de dollars. Il devrait sortir le 19 février 2021 aux États-Unis. Cependant, cette date est retirée du calendrier. En mai 2021, on annonce que Roadside Attractions a acquis les droits de distribution du film auprès de Solstice et que sa sortie est prévue pour le 23 juillet 2021, tandis que Vertical Entertainment devait distribuer le film en numérique après sa sortie en salles.

### Critiques
Le film reçoit des avis mitigés de la part des critiques, qui sont divisés sur la question de savoir s'il est bon et inspirant ou réducteur et artificiel. Sur Rotten Tomatoes, il mentionne 38 % accompagné de 114 critiques, avec une note moyenne de 5,40/10. Sur Metacritic, on lit 54 sur 100, accompagné de 26 critiques critiques, avec une note moyenne de 5,8/10.

### Documentation
- (en) Erik Luers, « “Did Mark Wahlberg Just Give Me the Job?”: Reinaldo Marcus Green on Good Joe Bell at TIFF 2020 », Filmmaker Magazine, no 112,‎ 18 septembre 2020 (lire en ligne [interview]).